# Trianthema sheilae
Trianthema sheilae är en isörtsväxtart som beskrevs av A.G. Miller och J.A. Nyberg. Trianthema sheilae ingår i släktet Trianthema och familjen isörtsväxter. Inga underarter finns listade i Catalogue of Life.